# Turnianská župa
Turnianská župa (příp. Turňanská, slovensky Turnianska, zkráceně Turňa, maďarsky Torna vármegye) byl jeden ze správních celků (žup) Uherského království. Nacházela se na dnešním maďarsko-slovenském pomezí mezi městy Rožňava, Moldava nad Bodvou a Szendrő.

## Charakteristika
Turňanská župa patřila k nejmenším v Uhersku jak co do rozlohy, tak počtem obyvatel. Byla ryze venkovská, neobsahovala žádné město, její správní středisko Turňa nad Bodvou bylo městečkem. Nacházela se ve východní části Slovenského krasu, na povodí střední Bodvy a jejího přítoku Turně, podle kterého se jmenuje.
V současnosti je to jen název příslušného regionu. Na maďarské straně jeho existenci dosud připomíná řada názvů s předponou Torna-. 

## Historie
Předchůdcem Turnianské župy byl Turnianský komitát a později Turnianská stolice. Postupně bylo území zredukováno na malé území okolo řeky Turňa. Rozloha župy v roce 1806 byla 594 km². Dělila se na dva slúžnovské okresy:
- horní (Processus primus), převážně na Slovensku
- dolní (Processus superior), převážně v Maďarsku

Roku 1881 při poslední racionalizaci uherského správního členění byla samostatná Turňanská župa zrušena, přičemž severozápadní okraj byl přičleněn k Gemersko-Malohontské župě a zbylá většina Turně byla spojena s Abovskou župou do Abovsko-turnianské župy s centrem v Košicích. Území Turně v jejím rámci tvořilo většinu okresu Turňa (s centrem v Turni nad Bodvou), hranice okresu ale historickou hranici mezi Turňou a Abovem nedodržovala.
Trianonskou mírovou smlouvou bylo území Turně zhruba rozpůleno, severní část připadla Slovensku a jižní Maďarsku. Obyvatelstvo celého území bylo vesměs maďarské.
V současnosti je území slovenské části bývalé Turnianské župy součástí okresu Rožňava a Košice-okolí v Košickém kraji, maďarská část je součástí Boršodsko-abovsko-zemplínské župy.

## Centrum
Centrem Turnianské župy byl Turnianský hrad, později se centrum přesunulo do městečka Turňa nad Bodvou.

## Národnosti
Obyvatelstvo Turnianské župy bylo převážně maďarské, Slováci žili roku 1773 v Bódvaszilaši, Dvorníkách, Hačavě, Szine, Szögligete, Turni nad Bodvou, Turnianském sv. Andrejovi a Žarnově. Také v současnosti je toto území převážně maďarského rázu.